# Musée du forum de Caesaraugusta
Le musée du forum de Caesaraugusta est un musée de la ville de Saragosse (Espagne) qui montre les restes du forum de la cité romaine antique de Caesaraugusta. Le musée se situe dans le sous-sol de la cathédrale Saint-Sauveur de Saragosse, et l'accès se réalise à travers un prisme de plaques d'onyx iranien.

## Présentation
Le musée expose des vestiges archéologiques récupérés pendant les années 1988 et 1989 datant de deux époques différentes:
- la période de fondation (Ier siècle) à l'époque de l'empereur Auguste avec un marché, un égout et des conduites d'eau.
- au moment du règne de son successeur Tibère, avec la découverte du forum, d'égouts, de canaux et de fondations.

À Caesaraugusta, le forum se situait à l'extrémité du port fluvial à cause de son rôle de dynamisateur de l'économie tout en constituant le point névralgique de la vie sociale de la cité. Le musée du forum offre au visiteur un échantillon de la vie quotidienne de la ville durant le Ier siècle, c'est-à-dire peu de temps après la fondation de la ville.
|                    |
| Structure antique. |

|                                       |
| Égouts situés dans le musée du forum. |

|           |
| Maquette. |

## Annexe